# Jim Younger's Spirit
Jim Younger's Spirit est un groupe de rock psychédélique français, originaire d'Aix-en-Provence, fondé en 2012.

## Historique
Jim Younger's Spirit est né en 2012. Projet initié par Diego Lopez et Polar Younger, rapidement rejoints par Kino Frontera, le groupe commence avec deux guitares, un saxo et une boîte à rythmes. Un premier album autoproduit, Missouri Woods, sort en 2014, et le trio multiplie les concerts en France.
Accompagné par Vincent Maurin à la guitare, Jim Younger's Spirit participe au Levitation d'Angers en 2015 (déclinaison de l'Austin Psych Fest, renommé aujourd'hui Levitation, et rendez-vous de la scène psyché).
Le groupe s'adjoint ensuite pour la première fois les services d'un batteur et Kino Frontera quitte la guitare pour la basse. En 2016 sort un deuxième album, Watonwan River, sur le label Pop Sisters records, distribué par Pias. Sur cet album, Alex Maas du groupe The Black Angels d'Austin prête sa voix aux paroles de Polar sur le titre Bloody Deeds. Le JYS continue à tourner dans toute la France, et devient un des groupes connus du rock psyché made in France (bien que les membres du groupe qualifient eux-mêmes leur musique de dark psychedelic country folk, ce qui selon eux définit mieux leur musique). 
2018, nouvel album, No Human Tongue Can Tell, cette fois sur le label Closer Records, et avec un nouveau batteur, Chris Parre. L'album est bien accueilli,, notamment grâce au clip de la chanson Theirs be the guilt. 
En 2019 Jim Younger's Spirit participe au festival Tinals (This Is Not A Love Song) à Nîmes.
« Hanté par l'histoire américaine et ses grands mythes. Un groupe entre 13th Floor Elevators et Blueberry ? The Doors et Jesse James ? C'est un peu ça ».
Si le groupe a décidé de retravailler Theirs be the guilt, c'est que cette chanson est emblématique des thèmes abordés dans les différents albums. Cette chanson est inspirée d'un roman de l'écrivain américain Upton Sinclair, socialiste issu d'une famille confédérée du sud des États-unis... Le roman parle de la prise de conscience d'un jeune sudiste élevé dans une plantation, qui ne comprend plus sa famille et décide de s'engager chez les nordistes. 
Jim Younger est lui aussi un personnage particulier et ambigu. Il est né dans une famille du Missouri favorable à l'Union, mais après le meurtre de son père par les Jayhawkers il suit son frère Cole dans la guérilla sudiste. Cole est après la guerre de Sécession un membre actif de la bande de Jesse James, car il est proche de Frank, le grand frère de Jesse (Frank et Cole finiront par participer au Buffalo Bill Wild West Show...). Jim est fait prisonnier après le dernier raid manqué du James-Younger gang, il passe près de vingt ans en prison et se suicide peu après sa libération, pour des raisons qui restent encore obscures. Néanmoins, ses derniers mots étaient en faveur du socialisme et des droits des femmes.
Les paroles composées par Polar s'inspirent de ce personnage et de l'histoire qui l'entoure, ce qui lui permet de broder de manière romanesque (bien que toujours fondée historiquement) autour de la guerre de Sécession, de l'esclavage, de l'histoire des Amérindiens et des Noirs à cette époque, et de l'accaparement des richesses par un petit nombre de gens plus ou moins bien nés - et plus ou moins bien intentionnés.

## Membres
Membres actuels
- Diego Lopez - guitares, basse, claviers
- Polar Younger - voix, sax, guimbarde
- Vincent Maurin - guitares
- Chris Parre - batterie
- Guillaume Splash - basse

Anciens membres
- Kino Frontera - guitare, basse, claviers, chœurs
- Don Joe - basse, guitare
- Julien Cavaillès - batterie